# الحرب الأهلية في سيراليون

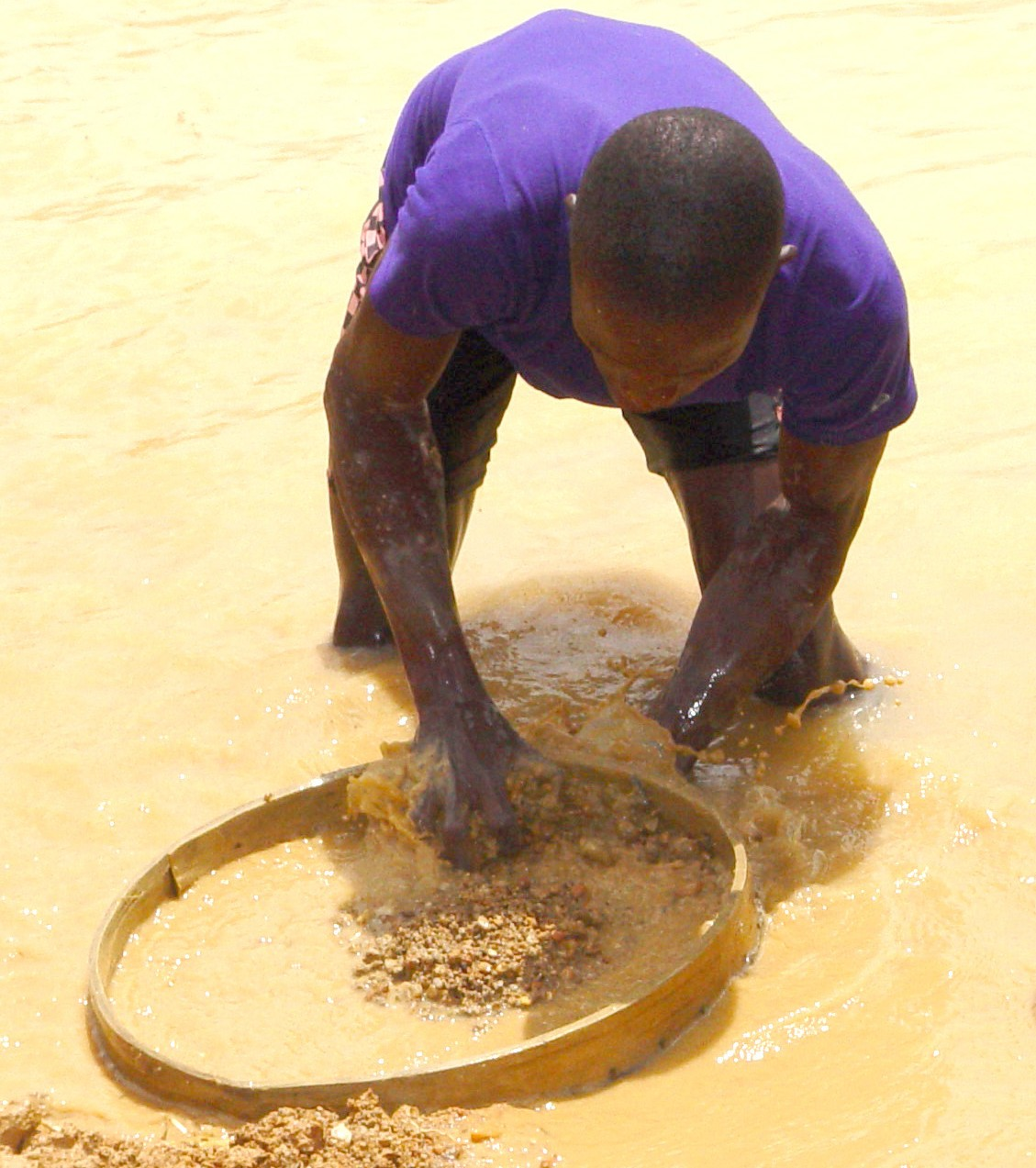
عامل في منجم الماس الغريني

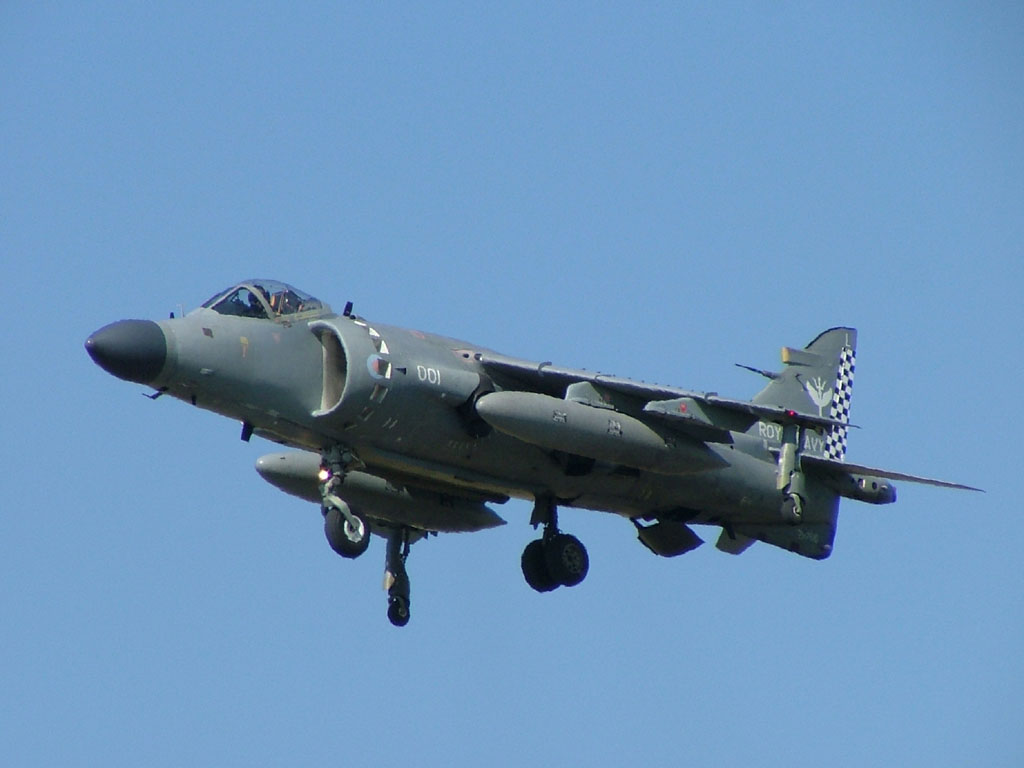
طائرة هارير تستخدم لدعم القوات الحكومية.

الحرب الأهلية في سيراليون (1991-2002) هي حرب بدأت يوم 23 مارس 1991 عندما دخلت الجبهة الثورية المتحدة، بدعم من القوات الخاصة من ليبيريا سيراليون في محاولة للإطاحة بحكومة جوزيف موموه. الحرب الأهلية استمرت 11 عاماً وأودت بحياة ما يزيد على 50,000 خلال السنة الأولى من الحرب، سيطرت الجبهة المتحدة الثورية على مساحات كبيرة من الأراضي في سيراليون الشرقية والجنوبية، التي كانت غنية بالألماس الغريني واستمرت هذا السيطرة إلى نهاية عام 1993 حيث نجح جيش سيراليون بدحر متمردي الجبهة المتحدة الثورية إلى الحدود الليبيرية وقد وصلت الجبهة المتحدة الثورية بالقتال والصمود إلى 1995 حيث كان هناك ضغوط لإيقاف الحرب من قبل الأمم المتحدة ولكن كل المحاولات كانت فشلت.
خلال السنة الأولى من الحرب، سيطرت الجبهة الثورية المتحدة على مساحات شاسعة من الأراضي شرقي سيراليون وجنوبيها، وكانت هذه الأراضي غنيّة بالألماس الغريني. دفع الرد الحكومي غير الفاعل على الجبهة الثورية المتحدة واضطراب الإنتاج الحكومي للألماس، إلى حدوث انقلاب عسكري في أبريل 1992 أحدثه المجلس الوطني الحاكم المؤقت. مع حلول نهاية عام 1993، كان جيش سيراليون قد نجح في دفع جنود الجبهة الثورية المتحدة إلى الحدود الليبيرية، ولكن الجبهة الثورية المتحدة استعادت قوتها واستمر القتال. في مارس عام 1995، كُلّفت شركة إكزكتيف آوتكمز، وهي شركة عسكرية إفريقية جنوبية خاصة، بمحاربة الجبهة الثورية المتحدة. عينت سيراليون حكومة مدنية منتخبة في مارس 1996، ووقعت الجبهة الثورية المتحدة المتراجعة على اتفاق أبيدجان للسلام. تحت ضغط الأمم المتحدة، أنهت الحكومة عقدَها مع إكزكتيف آوتكمز قبل أن يطبّق الاتفاق، واستمرّت أعمال العنف.
في مايو 1997، أحدثت مجموعة من ضباط جيش سيراليون انقلابًا وأسست مجلس القوات المسلحة الثوري بوصفه الحكومة الجديدة في سيراليون. شاركت الجبهة الثورية المتحدة مجلس القوات المسلحة الثوري للسيطرة على فريتاون، ولم يواجهوا إلا مقاومة ضعيفة. أعلنت الحكومة الجديدة التي ترأسها بول كوروما أن الحرب انتهت. تَلَتْ هذا الإعلان موجة من النهب والاغتصاب والقتل. تدخّلت قوّات فريق المراقبين الاقتصاديين التابع للجماعة الاقتصادية لدول غرب إفريقيا، لتعبّر عن الرفض الدولي للانقلاب على الحكومة المدنية، واستعادت هذه القوات السيطرة على العاصمة فريتاون لصالح الحكومة، ولكنها وجدت أن تهدئة المناطق النائية أصعب.
في يناير عام 1999، تدخل قادة العالم دبلوماسيًّا ليشجعوا المفاوضات بين الجبهة الثورية المتحدة والحكومة. وكانت النتيجة عقد اتفاق لوم للسلام، الذي وقّعه الطرفان في 27 مارس عام 1999. أعطى اتفاق لوم فوداي سانوخ، وهو رئيس الجبهة الثورية المتحدة، منصب نائب الرئيس، والسيطرة على جميع مناجم الألماس في سيراليون مقابل إنهاء الصراع ونشر قوات حفظ السلام الأمميّة من أجل مراقبة عملية نزع السلاح. كان امتثال الجبهة الوطنية المتحدة لعملية نزع السلاح بطيئا ومتردّدًا، وفي مايو 2000، كانت محاربو الجبهة يتقدمون نحو فريتاون.
بدأت مهمة الأمم المتحدة تفشل، وأعلنت المملكة المتحدة نيّتها للتدخّل في سيراليون لأنها كانت مستعمرة سابقة لها، ولأنها عضو في رابطة الشعوب البريطانية (الكومنوِلث)، في محاولة لدعم حكومة الرئيس أحمد تيجان كبه الضعيفة. بتفويض من الأمم المتحدة، وبدعم من القوات الجوية الغينية، انتهت عملية باليسر البريطانية بهزيمة الجبهة الثورية المتحدة والسيطرة على فريتاون. في 18 يناير 2002 أعلن الرئيس كبه انتهاء الحرب الأهلية في سيراليون.

## أسباب الحرب

### التاريخ السياسي
استقلّت سيراليون عن المملكة المتحدة في عام 1961. في السنين التي تلت موت الوزير الأول لسيراليون السير ميلتون مارغاي في 1964، اتّصف السياسيّون في البلد بالفساد وسوء الإدارة والعنف الانتخابي، وهو ما أضعف المجتمع المدني، وهبط بمستوى النظام التعليمي، وأدّى، بحلول عام 1991، إلى جيل كامل من الشباب الغاضبين الذين جذبتهم رسالة التمرّد التي تبنّتها الجبهة الوطنية المتحدة، ثمّ انتسبوا إليها. لم ير ألبرت مارغاي، خلافًا لأخيه غير الشقيق ميلتون، أن الدولة خادم للشعب، بل كان يراها أداة للمنفعة الشخصية وتعظيم الذات حتّى إنه استعمل القوة العسكرية ليقمع الانتخابات متعددة الأحزاب التي كانت تهدد بإنهاء حكمه.
عندما دخل سياكا ستيفنز عالم السياسة في 1968، كان الحكم في سيراليون ديمقراطيًّا دستوريًّا. وعندما انسحب، بعد 17 عامًا، أصبحت دولة حزبٍ واحد. شهد حكم ستيفنز، الذي يُسمّى أحيانًا «وباء السبعة عشر عامًا من الجراد»، انهيار كل المؤسسات الحكومية والتلاعب بها. قُوِّض البرلمان، وارتشى القضاة، وأفلست الخزينة، فلم تعد تتبنّى ماليًّا المشاريع التي تدعم السكّان. عندما كان ستيفنز يُخفِق في إقناع معارضيه، كان يلجأ إلى إعدامهم أو نفيهم من البلاد.
في عام 1985، اعتزل ستيفنز، وأعطى منصبه البارز في الدولة للواء دوزيف موموه، وهو زعيمٌ قليل الكفاءة أبقى الأمور على حالها. وفي ولايته التي استمرت سبع سنوات، رحّب موموه بانتشار الفساد والانهيار الاقتصادي الكامل. ولمّا لم تكن الدولة قادرة على الدفع لموظفيها المدنيين، نهبَ هؤلاء اليائسون المكاتب والممتلكات الحكومية. وحتى في العاصمة فريتاون، صار وجود السلع الأساسية كالبنزين نادرًا. لكن الحكومة سقطت إلى الحضيض عندما لم تعد قادرة على الدفع لمعلّمي المدارس، وعندها انهار النظام التعليميّ. لم يكن في استطاعة أحد من غير العائلات الغنية أن يدفع للمعلّمين الخصوصيّين، لذا كان معظم شباب سيراليون في فترة الثمانينيات يهيمون على وجوههم من غير هدف. تدهورت البنية التحتية والأخلاق العامّة، وهرب معظم الطبقة العاملة من البلاد. في 1991، صُنّفت سيراليون واحدةً من أفقر الدول في العالم، مع أنها كانت تستفيد من ثرواتها الطبيعية الوفيرة كالألماس والذهب والبوكسيت والروتيل والحديد الخام والسمك والبنّ والكاكاو.

## الألماس و«لعنة الثروات»
المحافظات الجنوبية والشرقية في سيراليون غنية بالألماس الغريني، ولا سيما محافظتي كونو وكنما، والأهم من ذلك أن هذا الألماس في متناول أي أحد معه مسحاة ومنخل ووسيلة نقل. ومنذ أن اكتشف هذا في ثلاثينيات القرن العشرين، صار أساسيًّا في تمويل النمط المستمر من الفساد والمنفعة الشخصية على حساب الخدمات العامة والمؤسسات والبنى التحتية التي يحتاج إليها الناس. تسمّى ظاهرة الدول الغنية بالموارد الطبيعية والمتّسمة مع ذلك بمستويات منخفضة من التطوّر الاقتصادي بـ«لعنة الثروات».
أشعل وجود الألماس في سيراليون الحرب الأهليّة بعدّة طرق. أوّلًا، خيّب التفاوت الكبير في الاستفادة من استخراج الألماس آمال السيراليونيين العاديين. في حكومة ستيفنز، كانت إيرادات الشركة الوطنية تستعمل لاستخراج الألماس -وهي شركة مشتركة بين الحكومة وشركة ديبيرز- لزيادة ثروة ستيفنز الشخصية وثروات أعضاء حكومته والنخبة التي كانت تحيط به. عندما انسحبت ديبيرز من الشراكة في 1984، خسرت الحكومة سيطرتها المباشرة على مواقع استخراج الألماس. وفي أواخر الثمانينيات، كان كل ألماس سيراليون يُهَرَّب ويتاجر به بطريقة غير قانونية، وكانت إيراداته تذهب إلى أيادي المستثمرين الخصوصيين. في هذه الفترة كان التجّار اللبنانيّون يسيطرون على تجارة الألماس، وبعد ذلك (بعد تحوّل الأمور لصالح حكومة موموه) سيطر عليها الإسرائيليّون الذين كانوا على اتصال بمتاجر الألماس العالمية في أنتويرب. حاول موموه الحدّ من التهريب والفساد في قطّاع استخراج الألماس، لكنّه افتقر إلى النفوذ السياسي الذي يمكّنه من فرض القانون. وحتّى بعد أن تسلّم الحكم المجلس الوطني للحكم المؤقت في 1992، الذي كان هدفه الظاهري الحد من الفساد وإعادة الإيرادات إلى الدولة، كان المسؤولون الكبار في الدولة يبيعون الألماس لمصلحتهم الشخصية وكانوا يعيشون حياة مترفة من وراء هذه المبالغ.
ساعد الألماس أيضًا في تسليح مقاتلي الجبهة الوطنية المتحدة. استعملت الجبهة التمويل الوارد من مناجم الألماس الغريني لشراء الأسلحة والذخيرة من غينيا وليبيريا وحتّى من جنود جيش سيراليون. ولكن العلاقة الأهم بين الألماس والحرب هي أن وجود الألماس سهل الاستخراج كان باعثًا على أعمال العنف. للحفاظ على المحافظات المهمة الغنية بالألماس مثل كونو، طُرِد آلاف المدنيين ليبقوا بعيدين عن هذه المراكز الاقتصادية المهمة.
ومع أن الألماس كان عاملًا مهمًّا في تحريك الحرب الأهلية وإبقائها قائمة، كانت للاستفادة من هذه الحرب الأهلية طرائق أخرى. مثلًا، كان تعدين الذهب شائعا في بعض المناطق، وأشيَع منه زراعة المحاصيل التجارية باستخدام عمّال السخرة. لم يتركّز النهب في الحرب الأهلية في سيراليون على الألماس فحسب، بل شمل كذلك العملة والأدوات المنزلية والطعام والسيّارات والثروة الحيوانية وسفن الإغاثة العالمية. وكان الانضمام إلى المتمرّدين بالنسبة إلى السيرالونيين الذين لم يكن في مستطاعهم الوصول إلى الأراضي الزراعية فرصةً للاستيلاء على الممتلكات باستعمال القوة المميتة. لا ينبغي أن تُعزى الحرب الأهلية بالكامل إلى الصراع على الفوائد الاقتصادية المجنيّة من تعدين الألماس الغريني، لأن المظالم والإحباطات قبل الحرب لم تكن مقتصرة على قطاع الألماس. نشأت الجبهة الوطنية المتحدة في ظروفٍ قادت إليها عشرون سنة من شيوع الفقر والفساد والقمع، لأن الناس بعد هذه السنين كانوا تائقين إلى التغيير.